# Vincent (Alabama)
Vincent é uma cidade  localizada no estado americano de Alabama, no Condado de Shelby e Condado de St. Clair e Condado de Talladega.

## Demografia
Segundo o censo americano de 2000, a sua população era de 1853 habitantes.
Em 2006, foi estimada uma população de 1960, um aumento de 107 (5.8%).

## Geografia
De acordo com o United States Census Bureau, a localidade tem uma área de 49,4 km², dos quais 48,9 km² cobertos por terra e 0,5 km² cobertos por água. Vincent localiza-se a aproximadamente 138 m acima do nível do mar.

## Localidades na vizinhança
O diagrama seguinte representa as localidades num raio de 24 km ao redor de Vincent.